# Alseodaphne pendulifolia
Alseodaphne pendulifolia är en lagerväxtart som beskrevs av James Sykes Gamble. Alseodaphne pendulifolia ingår i släktet Alseodaphne och familjen lagerväxter. Inga underarter finns listade i Catalogue of Life.